# (20830) Luyajia
(20830) Luyajia (2000 UG45) – planetoida z pasa głównego asteroid okrążająca Słońce w ciągu 5,03 lat w średniej odległości 2,93 j.a. Odkryta 24 października 2000 roku.